# Growl (jeu vidéo)
Pour les articles homonymes, voir Growl.
Growl (ou Runark) est un jeu vidéo d'action de combat sorti en 1990 en arcade puis converti sur Mega Drive. Le jeu a été développé et édité par Taito. Le personnage se balade dans des faubourgs et s'adonne au combat de rue dans un décor en bitmap et en vue 3D isométrique.